# Hugo Weschenfelder
Hugo Weschenfelder (* 3. Februar 1932 in Sonneberg; † 27. April 1996) war ein deutscher Fußballspieler und -trainer.

## Leben
Weschenfelder durchlief eine Lehre zum Glaser, ab 1952 studierte er in Jena Erziehungswissenschaft und Körpererziehung. Von 1955 bis 1989 war er an der Friedrich-Schiller-Universität Jena als Sportlehrer tätig.
Weschenfelder spielte bei Chemie Lauscha in der DDR-Liga und kam 1955 zum SC Motor Jena. Er wurde in sieben Punktspielen in der DDR-Oberliga eingesetzt. Da er eine Stelle als Hochschulsportlehrer an der Universität Jena bekam, beendete er seine Fußballkarriere.
1972 begründete er den Jenaer Damenfußball, indem er in der Universitätszeitung junge Frauen aufrief, sich zum Fußball zu melden; seine zweite Ehefrau Petra spielte jahrelang ebenfalls für die HSG Universität Jena.
1989 wurde Weschenfelder mit Jena Vizepokalsieger der DDR.
Mit Jena gelang ihm 1991 die Meisterschaft in der Oberliga Nordost, wodurch sich die Mannschaft für die Frauenfußballbundesliga qualifizierte. 1993 wurde er vom Thüringer Fußballverband mit der Ehrennadel in Gold ausgezeichnet. Im Januar 2001 veranstaltete der USV Jena das 1. Hugo-Wenschenfelder-Gedenkturnier.